# 祁家庄遗址
祁家庄遗址，位于中国青海省互助县南门峡乡祁家庄村，为第四批青海省文物保护单位，公布日期为1986年5月27日，类型为古遗址。
祁家庄遗址的历史年代为卡约文化、唐汪式。